# Außerparlamentarische Opposition
L’Außerparlamentarische Opposition, spesso indicata semplicemente con l'acronimo APO, è stato un movimento politico tedesco di opposizione extraparlamentare.
Si è formato nel 1966, come risposta al governo di Grosse Koalition guidato da Kurt Georg Kiesinger, che inglobava tutti i maggiori partiti politici dell'epoca, e che fu in carica fino al 1969. Era costituito da vari movimenti di diverso orientamento politico, anche se il gruppo principale era rappresentato dall'organizzazione studentesca socialista (SDS).
Le mobilitazioni di piazza toccarono la punta massima nel 1968, in opposizione ad alcune leggi speciali che aumentavano i poteri esecutivi del governo, e che venivano viste dal movimento come una minaccia alla democrazia e un passo verso la dittatura. Il movimento si dissolse poco dopo la promulgazione delle leggi, in seguito ai dissidi tra componenti moderate e componenti radicali.